# گیم آواردز ۲۰۱۸
جوایز بازی ۲۰۱۸ (انگلیسی: The Game Awards 2018) نام مراسم اهدا جوایز به بهترین بازی‌های سال ۲۰۱۸ می‌باشد. این برنامه در تئاتر مایکروسافت در لس آنجلس در ۶ دسامبر ۲۰۱۸ برگزار شد. در این مراسم بهترین بازی سال خدای جنگ شد و بازی رد دد ریدمپشن ۲ بیشترین میزان جوایز را نصیب خود کرد. این مراسم در ۴۰ پلتفرم با مجموع ۲۶ میلیون بازدید در سطح جهان پخش شد.

## بازی های معرفی شده
در این مراسم، بازی‌هایی که قصد انتشار در آینده را دارند، به صورت پیش‌نمایش معرفی شدند که به شرح زیر است:
- کراش تیم ریسینگ نیترو-سوخت[۱]
- فار کرای طلیعه نوین[۲]
- هادس[۳]
- مورتال کامبت ۱۱[۴]
- جهان‌های بیرونی[۵]
- سایونارا قلب های وحشی[۶]
- مرگ پیش از طلوع آفتاب (نسخه نینتندو)
- ریج ۲
- شیطان هم می‌گرید ۵

## جوایز

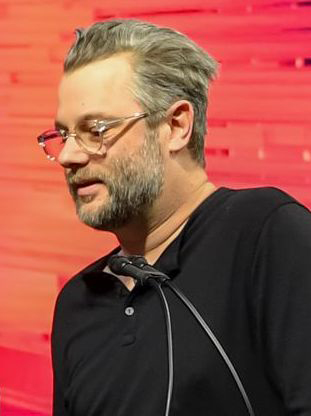
کوری بارلوگ برنده جایزه بهترین کارگردانی برای خدای جنگ.

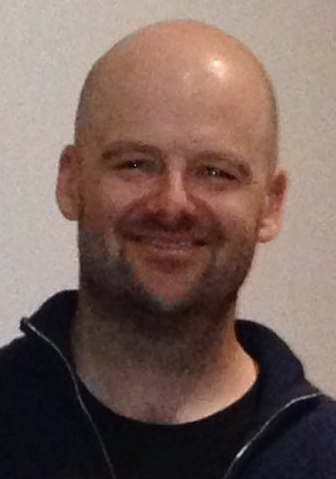
دن هوسر برنده جایزه بهترین داستان برای رد دد ریدمپشن ۲.

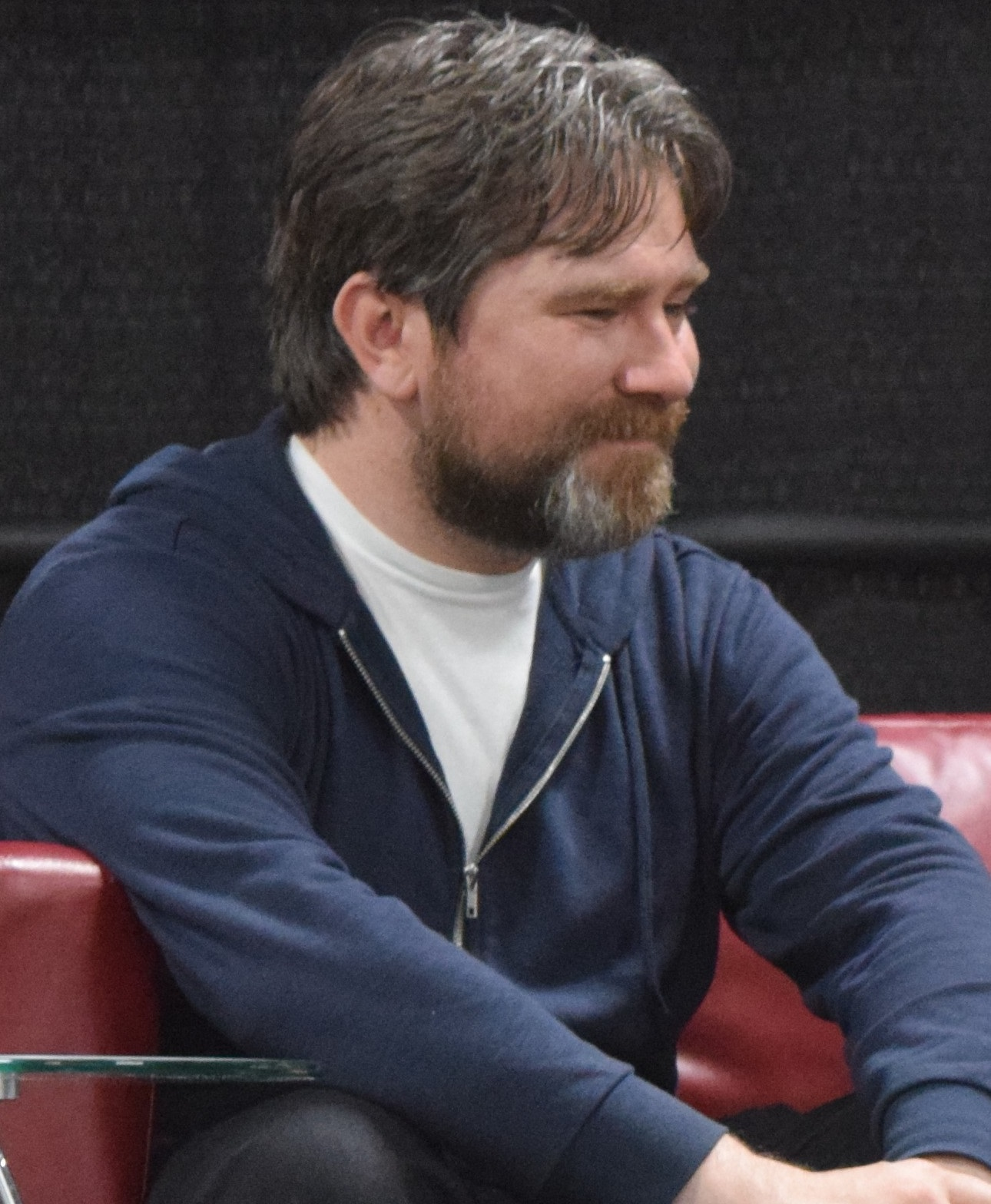
راجر کلارک برنده جایزه بهترین عملکرد شخصیت برای رد دد ریدمپشن ۲.

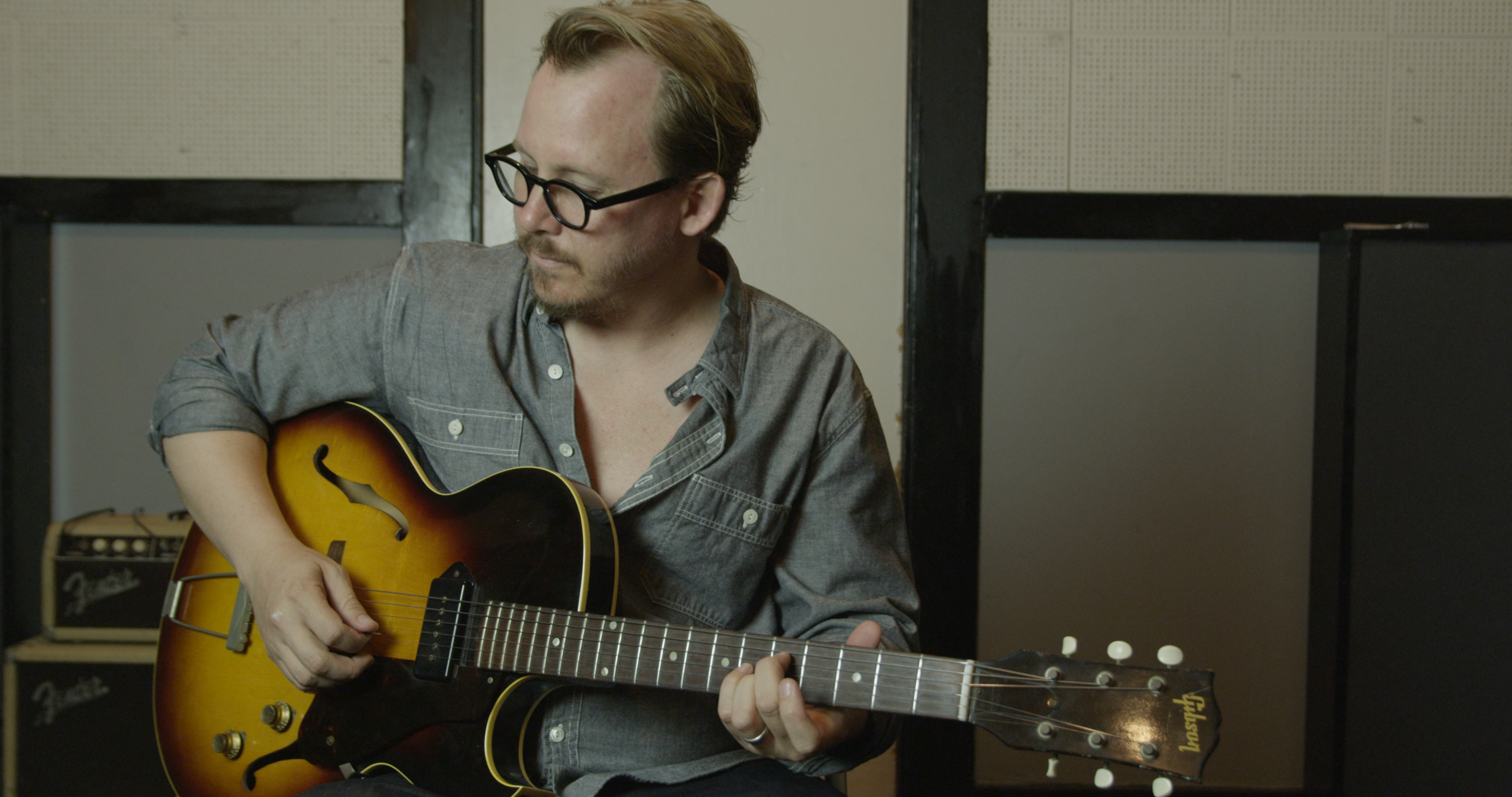
وودی جکسون برنده جایزه بهترین موسیقی برای رد دد ریدمپشن ۲.

برنده‌ها به صورت پررنگ نشان داده شده‌اند.
| بهترین بازی سال | بهترین کارگردانی |
| --- | --- |
| - خدای جنگ – استودیو سنتا مونیکا/سونی اینتراکتیو انترتینمنت - اساسینز کرید ادیسه – یوبی‌سافت - سلسته – مت میکز گیم - مرد عنکبوتی – اینسامنیاک گیمز/سونی اینتراکتیو انترتینمنت - مانستر هانتر: ورلد – کپ‌کام - رد دد ریدمپشن ۲ – راک‌استار گیمز         | - خدای جنگ – استودیو سنتا مونیکا/سونی اینتراکتیو انترتینمنت - یک راه خروج – یوسف فارس/الکترونیک آرتس - دیترویت: بیکام هیومن – کوآنتیک دریم/سونی اینتراکتیو انترتینمنت - مرد عنکبوتی – اینسامنیاک گیمز/سونی اینتراکتیو انترتینمنت - رد دد ریدمپشن ۲ – راک‌استار گیمز              |
| بهترین بازی آنلاین | بهترین داستان |
| - فورتنایت – اپیک گیمز - سرنوشت ۲ – بانجی/اکتیویژن - آسمان هیچ‌کس – هلو گیمز - اورواچ – بلیزارد انترتینمنت - رینبو سیکس: سیج – یوبی‌سافت | - رد دد ریدمپشن ۲ – راک‌استار گیمز - دیترویت: بیکام هیومن – کوآنتیک دریم/سونی اینتراکتیو انترتینمنت - خدای جنگ – استودیو سنتا مونیکا/سونی اینتراکتیو انترتینمنت - لایف ایز استرنج ۲ – دونت‌ناد انترتینمنت/اسکوئر انیکس - مرد عنکبوتی – اینسامنیاک گیمز/سونی اینتراکتیو انترتینمنت |
| بهترین کارگردان هنری | بهترین موسیقی متن |
| - بازگشت ابرا دین – 3909 LLC - اساسینز کرید ادیسه – یوبی‌سافت - خدای جنگ – استودیو سنتا مونیکا/سونی اینتراکتیو انترتینمنت - رد دد ریدمپشن ۲ – راک‌استار گیمز - مسافر اختاپوس – اسکوئر انیکس/نینتندو                                                   | - رد دد ریدمپشن ۲ – وودی جکسون - سلسته – لینا رین - خدای جنگ – بر مک‌کرری - مرد عنکبوتی – جان پائسانو - نی نو کونی ۲: حکومت بازگشته – جو هیسایشی - مسافر اختاپوس – یاسونوری نیکاشی                                                                                               |
| بهترین طراحی صدا | بهترین عملکرد |
| - رد دد ریدمپشن ۲ – راک‌استار گیمز - ندای وظیفه: بلک آپس ۴ – تری‌آرک - فورتزا هورایزن ۴ – پلی گراند گیمز /اکس‌باکس گیم استودیوز - خدای جنگ – استودیو سنتا مونیکا/سونی اینتراکتیو انترتینمنت - مرد عنکبوتی – اینسامنیاک گیمز/سونی اینتراکتیو انترتینمنت | - راجر کلارک در نقش آرتور مورگان – رد دد ریدمپشن ۲ - برایان دکارت در نقش کانر – دیترویت: بیکام هیومن - کریستوفر جاج در نقش کریتوس – خدای جنگ - ملیساندی ماهوت در نقش کاساندرا – اساسینز کرید ادیسه - یوری لاونتال در نقش مرد عنکبوتی – مرد عنکبوتی                              |
| تاثیر گذارترین بازی | بهترین بازی مستقل |
| - سلسته – مت میکز گیم - بازگویی خاطرات – آردمن انیمیشن/باندای نامکو انترتینمنت - فلورنس – مانتینز - لایف ایز استرنج ۲ – دونت‌ناد انترتینمنت/اسکوئر انیکس - گمشده: جی جی مکفیلد و خاطرات جزیره – وایت اولز                                            | - سلسته – مت میکز گیم - سلول‌های مرده – موشن توئینز - به سوی شکاف – سابست گیمز - بازگشت به اوبرا دین – ۳۹۰۹ ال ال سی - پیام آور – دیوولور دیجیتال |
| بهترین بازی موبایل | بهترین بازی واقعیت مجازی |
| - فلورنس – آناپورنا اینتراکتیو - سرزمین دونات – آناپورنا اینتراکتیو - فورتنایت – اپیک گیمز - پلیرآن‌ناونز بتل‌گراندز – تنسنت - سلطنت: بازی تاج و تخت – دیوولور دیجیتال                                                                                | - استرابات:نجات ماموریت – استودیو ژاپن / سونی اینتراکتیو انترتینمنت - بیت سیبر – بیت گیمز - دیوار آتش: ساعت صفر – سونی اینتراکتیو انترتینمنت - مس – Polyarc Games - تتریس افکت – Resonair/Enhance, Inc.                                                                         |
| بهترین بازی اکشن | بهترین بازی ماجراجویی |
| - سلول های مرده – موشن توئینز - ندای وظیفه: بلک آپس ۴ – تری‌آرک/اکتیویژن - سرنوشت ۲ – بانجی/اکتیویژن - فار کرای ۵ – یوبی‌سافت - مگا من ۱۱ – کپ‌کام | - خدای جنگ – استودیو سنتا مونیکا/سونی اینتراکتیو انترتینمنت - اساسینز کرید ادیسه – یوبی‌سافت - مرد عنکبوتی – اینسامنیاک گیمز/سونی اینتراکتیو انترتینمنت - رد دد ریدمپشن ۲ – راک‌استار گیمز - سایه توم ریدر – اسکوئر انیکس                                                         |
| بهترین بازی نقش آفرینی | بهترین بازی مبارزه ای |
| - مانستر هانتر: ورلد – کپ‌کام - دراگون کوئیست ۱۱ – اسکوئر انیکس - نی نو کونی ۲: حکومت بازگشته – باندای نامکو انترتینمنت - مسافر اختاپوس – اسکوئر انیکس/نینتندو - ستون های ابدیت II: آتش مرگ – ابسیدین اینترتینمنت                                    | - دراگون بال فایتر زد – آرک سیستم / باندای نامکو انترتینمنت - بلیز بلو: کراس تگ بتل – آرک سیستم ورک - سول کالیبر ۶ – باندای نامکو انترتینمنت - مبارز خیابانی ۵ – کپ‌کام |
| بهترین بازی خانوادگی | بهترین بازی استراتژی |
| - اورکوک ۲ – تیم۱۷ - ماریو تنیس ایس – نینتندو - نینتندو لبو – نینتندو - استارلینک: بتل فور اطلس – یوبی‌سافت - سوپرماریو پارتی – ان‌دی‌کیوب/نینتندو | - به سوی شکاف – Subset Games - بنر ساگا ۳ – ورسز اویل - بتل تک – هربریند/پارادوکس اینتراکتیو - فراست‌پانک –۱۱ بیت استودیو - والکریا کرونیک ۴ – سگا |
| بهترین بازی ورزشی | بهترین بازی چندنفره |
| - فورتزا هورایزن ۴ –پلی‌گراند گیمز/ اکس‌باکس گیم استودیوز - فیفا ۱۹ – الکترونیک آرتس کانادا/ای‌ای اسپورتس - ماریو تنیس ایس – نینتندو - ان‌بی‌ای ۲کا۱۹ – ۲کی گیمز - فوتبال تکاملی حرفه‌ای ۲۰۱۹ –کونامی                                                     | - فورتنایت – اپیک گیمز - ندای وظیفه: بلک آپس ۴ – تری‌آرک/اکتیویژن - سرنوشت ۲ – بانجی/اکتیویژن - مانستر هانتر: ورلد – کپ‌کام - دریای دزدان – اکس‌باکس گیم استودیوز |
| بهترین بازی مستقل جدید | بهترین آغاز |
| - Combat 2018 – Inland Norway University of Applied Sciences - Dash Quasar – دانشگاه کالیفرنیا، سانتا کروز - JERA – مؤسسه فناوری دیجی‌پن بیلبائو - LIFF – ISART Digital - RE: Charge – مؤسسه فناوری ماساچوست                                         | - پیام آور – دیولور دیجیتال - سرزمین دونات – آناپورنا اینتراکتیو - فلورنس – آناپورنا اینتراکتیو - مس – پلیارک گیم - Yoku's Island Express – ویلا گوریلا |

### تعداد نامزدها
| تعداد نامزدی ها | نام بازی              |
| --------------- | --------------------- |
| ۸               | خدای جنگ              |
| ۸               | رد دد ریدمپشن ۲       |
| ۷               | مرد عنکبوتی           |
| ۴               | سلسته                 |
| ۴               | اساسینز کرید ادیسه    |
| ۴               | فورتنایت              |
| ۳               | دیترویت: بیکام هیومن  |
| ۳               | سرنوشت ۲              |
| ۳               | ندای وظیفه: بلک آپس ۴ |
| ۳               | فلورنس                |
| ۳               | مانستر هانتر: ورلد    |
| ۳               | مسافر اختاپوس         |
| ۲               | سلول های مرده         |
| ۲               | سرزمین دونات          |
| ۲               | فورتزا هورایزن ۴      |
| ۲               | به سوی شکاف           |
| ۲               | لایف ایز استرنج ۲     |

| تعداد جوایز | Game            |
| ----------- | --------------- |
| ۴           | رد دد ریدمپشن ۲ |
| ۳           | خدای جنگ        |
| ۲           | سلسته           |
| ۲           | فورتنایت        |